# Petit Veïzit
L'île Petit Veïzit est une petite île du golfe du Morbihan rattachée administrativement à la commune de Baden, en face de la pointe du Blair et au sud de l'île Grand Veïzit.

## Géographie
Le petit Veizït se situe à 800 mètres de la côte Est de l'Île Longue à 450 mètres au nord du récif «Le Grégan» et à 300 mètres de la pointe sud du grand Veïzit.

### Toponymie
Veïzit, du breton, Ar Veuzit, issu de, Ar Beuz, le buis ; signifie donc La Buissaie. La présence de buis en toponymie indique une ancienne implantation romaine.

## Alignement
L'île Petit Veïzit  porte un amer sous la forme d'une pyramide. L'alignement de la pyramide avec le clocher de l'église de Baden, donne aux navires croisant dans Mor braz, au large de Port-Navalo, la route pour entrer dans le Golfe du Morbihan.